# Hypercompe bricenoi
Hypercompe bricenoi är en fjärilsart som beskrevs av Rothschild 1909. Hypercompe bricenoi ingår i släktet Hypercompe och familjen björnspinnare. Inga underarter finns listade i Catalogue of Life.